# Kevin Asano
Kevin Asano (* 20. April 1963 in Hawaii) ist ein ehemaliger amerikanischer Judoka. Er war Olympiazweiter 1988.
Der 1,62 m große Asano kämpfte im Ultraleichtgewicht, der Gewichtsklasse bis 60 Kilogramm. 1983 belegte er den dritten Platz bei den US Open, 1984 erhielt er eine Bronzemedaille bei den Panamerikanischen Meisterschaften. 1985 und 1986 war er wieder Dritter der US Open. Bei den Panamerikanischen Spielen 1987 gewann er die Silbermedaille hinter dem Brasilianer Sérgio Pessoa. Im November 1987 siegte er bei den US Open. Zwei Wochen später unterlag er bei den Weltmeisterschaften in Essen dem Japaner Shinji Hosokawa im Viertelfinale. Asano kämpfte sich aber zur Bronzemedaille durch, wobei er im Kampf um Bronze Sérgio Pessoa bezwang. Bei den Olympischen Spielen 1988 in Seoul besiegte er im Halbfinale Shinji Hosokawa. Im Finale verlor er gegen den Südkoreaner Kim Jae-yup.
Kevin Asano ist Absolvent der San José State University. Nach seiner Laufbahn als Leistungssportler arbeitete er in eigenen Firmen im Finanzsektor. Er war Präsident der Judo-Föderation von Hawaii und später auch der United States Judo Federation.